# Guzzler
Guzzler (ガズラー?, Gazurā) è un videogioco arcade edito dalla Tehkan (in seguito conosciuta come Tecmo) nel 1983. Ricevette conversioni nello stesso anno per le console Othello Multivision e SG-1000.
È stato emulato per la prima volta - ed è tuttora presente - nell'antologia di Hamster Corporation Arcade Archives per PlayStation 4 e Nintendo Switch.

## Modalità di gioco
Ogni livello di Guzzler è un labirinto di struttura variabile, in cui grandi fiamme generano mostriciattoli infuocati che inseguono il personaggio controllato dal giocatore, che dà appunto nome al titolo. Per completare un livello occorre spegnere le fiamme, col personaggio che sputa contro di esse l'acqua da lui accumulata nel suo corpo. Gli sputi tolgono di mezzo anche i mostriciattoli, ma la loro eliminazione non è indispensabile. In tutti i livelli le fiamme sono quattro, inizialmente immobili: quando ne rimane una sola, questa si metterà in movimento, vagando quindi per tutto il labirinto.
Il personaggio giocante attacca con tre getti d'acqua prima di svuotarsi. Via via che si alleggerisce, si muove più velocemente, tendendo a somigliare a una figura quasi invisibile fatta eccezione per le scarpe rosa ai piedi. Il liquido viene ripristinato ogni volta che si beve dalle pozzanghere presenti nel livello. Nel caso che queste vengano tutte prosciugate, si genereranno alcuni geyser, grazie ai quali l'acqua può essere di nuovo immagazzinata. Di tanto in tanto al centro dello schermo appaiono un bicchiere da cocktail, una bottiglia di alcol, un boccale di birra oppure una botte: se il protagonista li raccoglie, si riempie nuovamente d'acqua e diventa rosso, mentre i mostriciattoli si bloccano temporaneamente.
Le vite a disposizione sono tre, aumentabili al raggiungimento di determinati punteggi: il giocatore ne perde una se viene a contatto con un nemico oppure se fa scadere il tempo a disposizione, visibile nella parte inferiore della schermata sotto forma di contatore, decrescente di continuo. I livelli sono infiniti. Una volta esaurite le vite finisce la partita.